# George Street (Sydney)

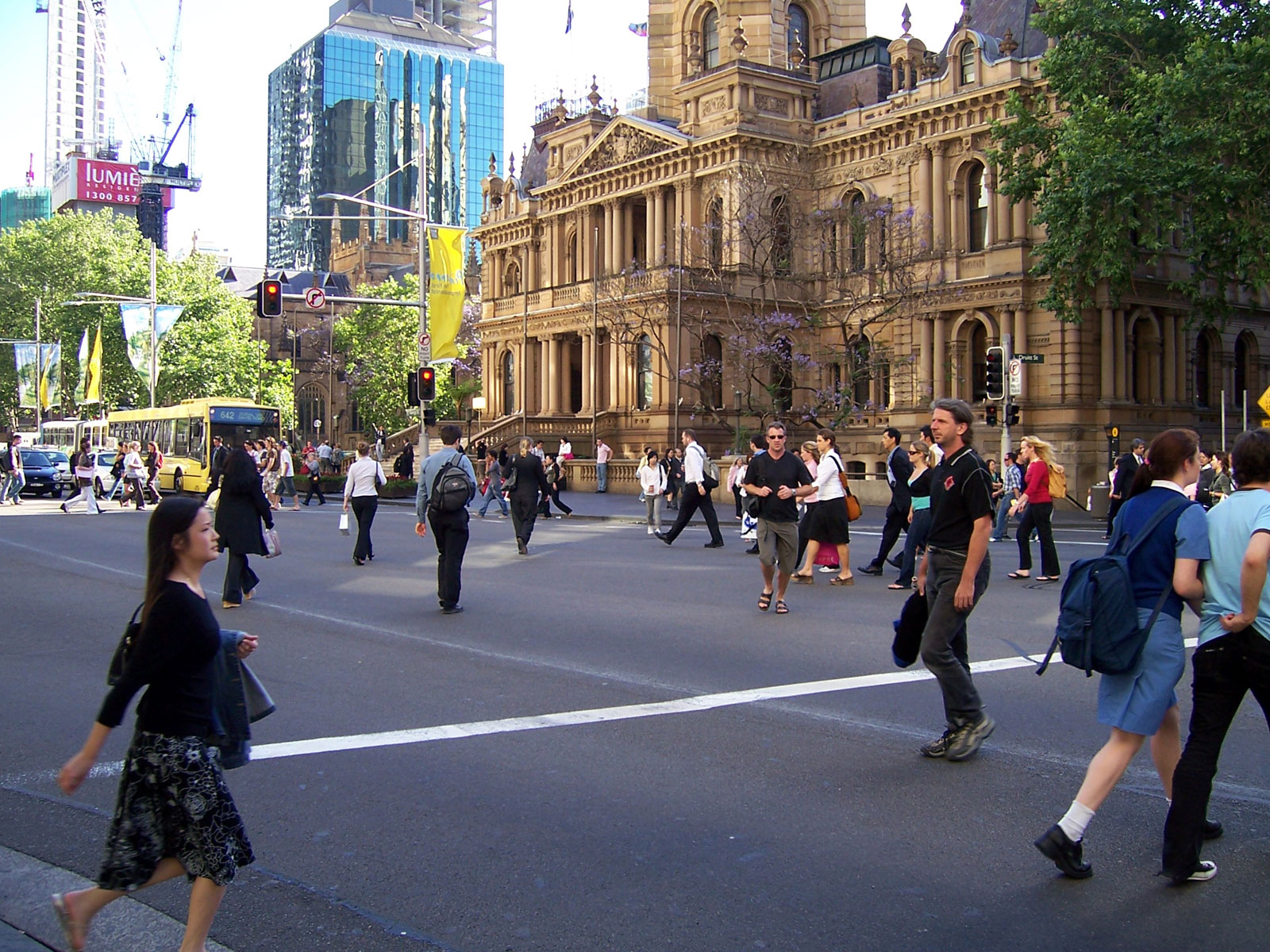
Municipio di Sydney in George Street

George Street è una delle vie principali del centro della città di Sydney, in Australia. Inizia nella parte nord di Sydney, a The Rocks vicino all'Harbour Bridge e prosegue in direzione sud, terminando nella piazza della Stazione ferroviaria centrale, nel quartiere di Ultimo.
Dalla piazza della stazione la strada cambia nome in Broadway e svolta in direzione ovest collegandosi anche con la Parramatta Road.

## Storia
George Street ha origine con la creazione della colonia penale di Sydney nel 1788. Il capitano Arthur Phillip sistemò i carcerati ed i Royal Marines sulle pendici occidentali della baia. Un sentiero conduceva dall'accampamento dei detenuti e dalle caserme dei marines, nell'area di The Rocks costeggiando la riva di un torrente sino ad una cava di argilla, situata vicino all'attuale Stazione Centrale. Questo sentiero, che poi divenne George Street, assieme alla vicina Bridge Street furono probabilmente le prime strade in Australia.
Fino al 1810 George Street veniva chiamata High Street (via principale), in quell'anno il governatore Lachlan Macquarie la intitolò ufficialmente a re Giorgio III di Gran Bretagna.

## Attrazioni
Lungo George Street si trovano molti edifici importanti ed attrazioni turistiche. Esse sono qui elencate da sud a nord:
- Chinatown - delimitata dal tratto sud-orientale di George Street, la Chinatown di Sydney è ricca di ristoranti e negozi, all'angolo con Hay Street c'è un ceppo d'albero laccato d'oro, ritenuto un portafortuna dalla comunità cinese. Di fronte al ceppo si trova il Capitol Theatre.

- Cinema District - questa zona, situata a nord di Chinatown ospitava tre dei più grandi cinema di Sydney (Hoyts, Greater Union e Village) che si sono ora fusi in un unico complesso conosciuto come Hoyts Greater Union George Street Cinema Complex. Il Cinema District ospita anche molti ristoranti, Internet caffè, fast food e pub.

- Town Hall - in questa zona si trovano tre importanti edifici storici: la Cattedrale di Sant'Andrea, il Municipio e il Queen Victoria Building. Alcuni dei negozi più famosi della città, come i magazzini Myer sono più a nord.

- Wynyard - a est di quest'area si trova la Martin Place con il cenotafio, circondata da ex edifici bancari e l'ex Ufficio Postale Generale (convertito in albergo).

- The Rocks - alla fine di George Street, a nord si trova The Rocks, il quartiere da cui ebbe inizio l'insediamento britannico nel 1788. Vi si trova il Museo di Arte Contemporanea. Da qui si ha una vista sulla baia di Sydney, dominata dalla Sydney Opera House. La stazione ferroviaria di Circular Quay e il terminal dei traghetti si trovano nelle vicinanze.

## Trasporti
L'8 dicembre 1899 fu inaugurata una tramvia elettrica da George Street a Harris Street. La linea venne soppressa nel 1959 e sostituita da autobus. George Street resta una delle vie più trafficate dagli autobus della città; vi transitano molte linee dirette verso i sobborghi occidentali.
Lungo George Street si trovano le stazioni ferroviarie sotterranee di Town Hall e Wynyard, fanno parte della linea City Circle.